# Jordi Casals i Ariet
Jordi Casals i Ariet (Viladrau, 15 de mayo de 1911-Nueva York, 10 de febrero de 2004), fue un médico y epidemiólogo español. Estudió medicina en Barcelona, donde se licenció en 1934. Permaneció como médico interno en el Hospital Clínico de Barcelona hasta 1936 en que emigró a los EE.UU para incorporarse al Departamento de patología de la Universidad de Cornell (Ithaca, Nueva York). 
En 1965 cuando la Rockefeller Foundation se trasladó a Boston, Jordi Casals fue nombrado profesor de epidemiología de la Universidad Yale (dentro de la Fundación Rockefeller).
Jordi Casals hizo notables estudios sobre múltiples enfermedades, entre ellas la fiebre de Lassa, e identificó el Lassa virus y gran cantidad agentes patógenos (entre otros, el virus Zika). Fue consultor de numerosas instituciones y organizaciones sanitarias , siendo distinguido con el Kimble Methodology Award por parte de la American Public Health Association como galardón a su currículum científico. Es considerado una autoridad mundial en el campo de los virus, especialmente de los arbovirus. 
Se jubiló en 1982, siendo contratado por el Mount Sinai Hospital (Manhattan), donde trabajó hasta su muerte.

## Trabajo
En junio de 1969, tres meses después de que la fiebre Lassa llegara a Yale, Casals cayó enfermo con fiebre y síntomas parecidos a un resfriado, con escalofríos y dolores musculares intensos. El quince de junio, debido a la gravedad, lo tuvieron que ingresar en una unidad de aislamiento. Su única esperanza era inocularle los anticuerpos de la enfermera Lily Pinneo (convaleciente en Rochester en su casa), decisión que tomaron los investigadores de acuerdo con Robert W. McCollum jefe de epidemiología.
Aunque el técnico de laboratorio Juan Román enfermó y murió, Casals se recuperó, y una vez recuperado, retomó a su investigación, confirmando que se trataba de la Fiebre de Lassa. Este hecho generó escalofríos en el grupo que investigaba el virus y así, el trabajo sobre el Lassa "vivo" se paró y todas las muestras fueron enviadas a un laboratorio de máxima seguridad al Centro de control de Enfermedades (CDC).
Casals  pasó a investigar los brotes del Lassa en África occidental. En 1973 los biólogos de Sierra Leona, con la ayuda de los equipos de Yale y del CDC, determinaron que el virus de Lassa pasaba a los seres humanos desde las ratas salvajes. Casals también siguió trabajando junto con el CDC para establecer lo que finalmente se convirtió en la colección de referencia de los arbovirus de la Organización Mundial de la Salud.

## Virus Zika
Casals es considerado una autoridad en la taxonomía de los virus por su clasificación, de los virus patógenos -entre los cuales se encuentra el virus Zika. Estableció también -por primera vez- el hecho de que algunos virus que causan infecciones en un mismo órgano -como son los virus de la poliomielitis, de la encefalitis o de la rabia- no son de la misma familia sino que pertenecen a familias diferentes.